# Religion au Niger
La religion dominante au Niger est l'islam, pratiqué par 90 à 99 % des Nigériens, avec un fort taux de syncrétisme.

## Religions

### Islam au Niger
Parmi les musulmans, au moins 85 % sont sunnites, 5 à 7 % chiites. Toutefois, quand les sondés ont la possibilité de ne pas choisir de courant spécifique, la part de sunnites passe à 59 % (20 % des sondés se déclarant « seulement musulman » et 11 % « quelque chose d'autre »). Le Niger est un pays membre de l'Organisation de la coopération islamique.

### Christianisme au Niger
Le christianisme, introduit au moment de la colonisation, concerne aujourd'hui surtout des membres de l'élite intellectuelle vivant dans les villes. Les chrétiens comptent pour 0,3 à 2 % de la population,
- Christianisme au Niger (en) (environ 60 000 baptisés)
- Église catholique au Niger (en) (0,3 %, soit environ 16 000 baptisés, principalement au diocèse de Niamey)
- Nonciature apostolique au Niger (en)
- Conférence épiscopale Burkina-Niger
- Conférence épiscopale régionale de l'Afrique de l'Ouest (CERAOF)
- Symposium des conférences épiscopales d'Afrique et de Madagascar

### Autres spiritualités
Les religions traditionnelles africaines sont présentes au Niger. Les rites bòorii des Haoussas de la région de Maradi ont été particulièrement étudiés par les anthropologues. Au recensement de 2012, 0,2 % se déclarent animistes mais cette statistique est de 4 % dans une autre étude.
Il existe également quelques bahaïs (bahaïsme au Niger (en)).

### Filmographie
- Initiation à la danse des possédés, film réalisé par Jean Rouch au cours de la Mission ethnographique 1948-1949 dans la boucle du Niger, CNRS Images, Meudon, 2008, 21 min (DVD)